# Saint-Léger-du-Gennetey
 Saint-Léger-du-Gennetey  là một xã của tỉnh Eure, thuộc vùng Normandie, miền bắc nước Pháp.